# Кучеренко, Олег Сергеевич
Олег Сергеевич Кучеренко (27 января 1934 — 8 сентября 2012) — советский и российский спортивный журналист, главный редактор еженедельника «Футбол» (1990—2004).

## Биография
Корреспондент (с 1960 года) и редактор отдела футбола (1984—1990) газеты «Советский спорт».
С июля 1990 года и до 2004 года — главный редактор еженедельника «Футбол».
Автор многочисленных справочников и брошюр о футболе, книги «Знаете ли вы футбол?» (1980). Участвовал в работе над сборником «Сто лет российскому футболу».
Работал корреспондентом на многих чемпионатах мира, Европы и футбольных турнирах Олимпиад.

## Черты характера
Яркой особенностью Кучеренко-журналиста было пристрастие смотреть матчи не на стадионах, а дома у телевизора.

## Награды
Награждён Орденом Дружбы (4 сентября 1997 года).